# Jessica Parker Kennedy
Pour les articles homonymes, voir Kennedy.
Jessica Parker Kennedy (parfois Jessica Kennedy Parker), née le 3 octobre 1984 à Calgary, Alberta (Canada), est une actrice canadienne.
Elle est principalement connue grâce à ses rôles dans les séries télévisées Black Sails dans le rôle de Max lors des 4 saisons de la série, The Secret Circle dans le rôle de Melissa Glaser et Flash lors de la saison 5 dans le rôle de Nora West-Allen / XS.

## Biographie
Jessica Parker Kennedy naît d’un père italo-canadien et d’une mère afro-canadienne. Elle joue dès 7 ans dans des petites productions locales à Calgary. Elle étudie les arts du théâtre à l’Université Mount Royal.

### Carrière
Sa carrière d'actrice débute en 2006 dans le téléfilm La Fille du Père Noël (Santa Baby) et sa suite La Fille du Père Noël 2 : Panique à Polaris (Santa Baby 2: Christmas Maybe, en 2009).
En 2008, elle joue aux côtés de Selena Gomez et de Jane Lynch dans le vidéofilm Comme Cendrillon 2 (Another Cinderella Story), dans le rôle de Tami.
Elle joue aussi le personnage récurrent de Betty Sans Souci, alias Plastique dans la série télévisée Smallville.
S’enchaînent ensuite plusieurs rôles dans des séries telles que The Troop, Lie to Me, Brothers & Sisters, V et Facing Kate. En 2009, elle joue Beatrice Granville dans la série Valemont, diffusée sur MTV.
En 2010, elle devait jouer Lizzy, la sœur de Samantha Bloom dans la série Undercovers, mais elle a été remplacée par Mekia Cox après le premier épisode. Un an plus tard, elle apparaît dans les films 50/50 et Time Out.
De 2011 à 2012, elle incarne Melissa Glaser, l’un des rôles principaux de la série The Secret Circle, sur The CW aux côtés de Britt Robertson, Phoebe Tonkin et Shelley Hennig. Puis elle incarne le rôle récurrent de Megan dans 90210 Beverly Hills : Nouvelle Génération au cours de la saison 5. De 2014 à 2017, elle a joué Max, l'un des personnages principaux dans la série Black Sails avec Toby Stephens.
En juillet 2018, elle fait partie de la distribution principale de la série Flash lors de la saison 5 dans le rôle de Nora West-Allen / XS aux côtés de Grant Gustin et Candice Patton. La série est basée sur le personnage de DC Comics, Flash / Barry Allen. La série est intégrée à l'univers partagé Arrowverse, des séries télévisées de la CW comptant Flash, Arrow, Supergirl, Legends of Tomorrow et Batwoman.

### Vie privée
Elle est en couple avec l'acteur Ronen Rubinstein, qu'elle épouse le 14 août 2022. Ils ont un fils, Boydd né le 29 septembre 2024. 

## Filmographie

### Cinéma
- 2007 : Alien Sexy Girls (Decoys 2 : Alien Seduction) : La belle fille
- 2008 : Comme Cendrillon 2 (Another Cinderella Story) : Tami, la meilleure amie de Mary
- 2009 : Bad Meat : Estelle
- 2010 : Karma Inc. : Candy
- 2011 : 50/50 de Jonathan Levine : Jackie
- 2011 : Time Out d'Andrew Niccol : Edouarda, la réceptionniste de l’hôtel « le Centur »
- 2015 : Un homme parfait de David M. Rosenthal : Rachel
- 2017 : Gemini de Aaron Katz : Sierra
- 2017 : Another Kind of Wedding de Pat Kiely : Louisa
- 2018 : Cam de Daniel Goldhaber : Katie
- 2018 : Deep Murder (en) de Nick Corirossi : Babysitter
- 2019 : Spirit Glitch de Mary Galloway : Alice (Court métrage)
- 2019 : Business Ethics de Nick Wernham : Dr Goodbody
- 2021 : See for Me de Randall Okita : Kelly

### Télévision

#### Séries télévisées
- 2007 : Kaya (en) : Natalee
- 2008-2010 : Smallville : Bette Sans Souci/Plastique (3 épisodes)
- 2009 : Exes & Ohs : Amy
- 2009 : Fear Itself : Becca
- 2009 : Soul : Alicia Sang
- 2009 : Valemont : Beatrice Granville
- 2009-2010 : The Troop : Laurel
- 2010 : Brothers & Sisters : Angie
- 2010 : Lie to Me : Alison Roberts
- 2010 : V : Grace
- 2010 : Undercovers : Lizzy
- 2011 : Facing Kate (Fairy Legal) : Jessica Nord
- 2011-2012 : The Secret Circle : Melissa Glaser (rôle principal, 22 épisodes)
- 2012-2013 : 90210 Beverly Hills : Nouvelle Génération : Megan Rose (saison 5 - 6 épisodes)
- 2014-2017 : Black Sails : Max (rôle principal, 36 épisodes)
- 2017 : Colony : Maya (5 épisodes)
- 2017 : L'Arme fatale : DJ (saison 1, épisode 10)
- 2017 : I Love Bekka & Lucy : Bekka (11 épisodes)
- 2017 : Tales : Unique (saison 1, épisodes 1 et 4)
- 2017 : Supergirl : Nora West-Allen / XS (invitée - saison 3, épisode 8)
- 2018-2023 : Flash : Nora West-Allen / XS (35 épisodes)
- 2023 : Percy Jackson et les Olympiens : Médusa

#### Téléfilms
- 2006 : La Fille du Père Noël (Santa Baby) : Lucy l’elfe
- 2008 : Desperate Hours: An Amber Alert : Sandie
- 2008 : Comme Cendrillon 2 (Another Cinderella story) : Tami, meilleure amie de Mary
- 2009 : La Fille du Père Noël 2 : Panique à Polaris (Santa Baby 2) : Lucy l’elfe
- 2011 : Le Monstre des abîmes (Behemoth) : Zoe
- 2011 : Astéroïde (Collision Earth) : Brooke
- 2013 : Veux-tu toujours m'épouser ? (Nearlyweds) : Cassie
- 2023 : Un Noel étoilé : Kat

## Voix françaises
En France, Fily Keita et Flora Kaprielian sont les voix françaises ayant le plus doublé Jessica Parker Kennedy.
En France
- Fily Keita dans[8] :
  - Kaya (en) (série télévisée)
  - Smallville (série télévisée)
  - Comme Cendrillon 2
  - The Secret Circle (série télévisée)
  - Veux-tu toujours m'épouser? (téléfilm)
  - See for Me
  - Percy Jackson et les Olympiens (série télévisée)

- Flora Kaprielian dans[8] :
  - 90210 Beverly Hills : Nouvelle Génération (série télévisée)
  - Black Sails (série télévisée)
  - Un homme parfait
  - L'Arme Fatale (série télévisée)
  - Colony (série télévisée)
  - Supergirl (série télévisée)

- Anouck Hautbois dans[8] (les téléfilms) :
  - Le Monstre des abîmes
  - Astéroïde

Et aussi
- Marie Millet-Giraudon dans Flash (série télévisée)

Au Québec